# Vonda McIntyre
Vonda Neel McIntyre, född 28 augusti 1948 i Louisville i Kentucky, död 1 april 2019 i Seattle i Washington, var en amerikansk science fiction-författare.
Hon belönades 1973 med Nebulapriset för långnovellen Of Mist, and Grass, and Sand, 1978 för romanen Dreamsnake (vann också Hugopriset för bästa roman 1979) och 1997 för romanen The Moon and the Sun. Hennes romandebut kom med The Exile Waiting 1975.
Of Mist, and Grass, and Sand arbetades om och är basen i hennes senare verk Dreamsnake.

## Utgivet på svenska
- 1981 – Om gräs och dis och sand ISBN 9185668265